# Архиепархия Марселя
Архиепархия Марселя — (лат. Archidioecesis Massiliensis, фр. Archidiocèse de Marseille) — одна из 23 архиепархий латинского обряда Католической церкви во Франции. Архиепископская кафедра находится в городе Марселе, и епархия включает район Марселя, участок департамента Буш-дю-Рон в регионе Прованс — Альпы — Лазурный Берег.

## История
Епархия учреждена в I веке. 29 ноября 1801 года Римский папа Пий VII после конкордата с Наполеоном издал буллу Qui Christi Domini, которой упразднил епархию Марселя. 6 октября 1822 года после заключения нового конкордата с Людовиком XVIII епархия Марселя была восстановлена. Епархия Марселя была возведена в ранг архиепархии 31 января 1948 года папой римским Пием XII.
Суффраганными епархиями архиепархии являются: епархия Аяччо, архиепархия Экс-ан-Прованса, архиепархия Авиньона, епархия Ниццы и епархия Фрежюса-Тулона.
16 декабря 2002 года была образована Марсельская церковная провинция.

## Епископы и архиепископы Марселя
- епископ Альбоин (840-е годы)

…
- епископ Туссен де Форбен де Жансон (9 июля 1668 — 25 сентября 1679);

…
- епископ Анри Франсуа-Ксавье де Бельсунсе-Кастельморон (19 февраля 1710 — 4 июня 1755);
- епископ Жан-Батист де Беллуа-Морангль (4 августа 1755 — 21 сентября 1801);
  - вакантно (1801—1823);
- епископ Фортуна де Мазенод (16 мая 1823 года — 29 апреля 1837);

…
- епископ Патрис Круис — (18 июня 1861 — 1 сентября 1865);
- епископ Шарль-Филипп Пляс — (6 января 1866 — 13 июня 1878);
- епископ Жозеф Робер — (13 июня 1878 — 19 ноября 1900);
- кардинал Пьер Андриё — (5 апреля 1901 — 2 января 1909);
- епископ Жозеф-Мари Фабр — (29 апреля 1909 — 9 января 1923);
- епископ Даниэль Шампавье — (19 января 1923 — 2 февраля 1928);
- епископ Морис-Луи Дюбур — (17 декабря 1928 — 9 декабря 1936);
- архиепископ Жан Делэ — (14 августа 1937 — 5 сентября 1956), первый архиепископ Марселя;
- архиепископ Марк-Арман Лайе — (28 сентября 1956 — 26 августа 1966);
- архиепископ Жорж Жако — (1 ноября 1966 — 25 сентября 1970);
- кардинал Роже Эчегарай — (22 декабря 1970 — 13 апреля 1985);
- кардинал Робер Коффи — (13 апреля 1985 — 22 апреля 1995);
- кардинал Бернар Панафьё — (22 апреля 1995 — 12 мая 2006);
- архиепископ Жорж Понтье — (12 мая 2006 — 8 августа 2019);
- кардинал Жан-Марк Авелин — (8 августа 2019 — по настоящее время).

## Источник
- Annuario Pontificio, Libreria Editrice Vaticana, Città del Vaticano, 2003, ISBN 88-209-7422-3
- Булла Qui Christi Domini Архивная копия от 7 ноября 2014 на Wayback Machine, Bullarii romani continuatio, Tomo XI, Romae 1845, стр. 245—249 (лат.)
- Булла Paternae charitatis Архивная копия от 8 апреля 2018 на Wayback Machine, Bullarii romani continuatio, Tomo XV, Romae 1853, стр. 577—585 (лат.)
- Булла Inter conspicuas Архивная копия от 5 октября 2018 на Wayback Machine, AAS 40 (1948), стр. 309 (лат.)
- Pius Bonifacius Gams, Series episcoporum Ecclesiae Catholicae Архивная копия от 26 июня 2015 на Wayback Machine, Leipzig 1931, стр. 573—575 (лат.)
- Konrad Eubel, Hierarchia Catholica Medii Aevi, vol. 1 Архивная копия от 9 июля 2019 на Wayback Machine, стр. 329—330; vol. 2 Архивная копия от 4 октября 2018 на Wayback Machine, стр. 187; vol. 3 Архивная копия от 21 марта 2019 на Wayback Machine, стр. 237—238; vol. 4 Архивная копия от 4 октября 2018 на Wayback Machine, стр. 234; vol. 5, p. 260; vol. 6, стр. 280 (лат.)